# Thyropygus subvalidus
Thyropygus subvalidus är en mångfotingart som beskrevs av Carl 1941. Thyropygus subvalidus ingår i släktet Thyropygus och familjen Harpagophoridae. Inga underarter finns listade i Catalogue of Life.